# Vrapča
Vrapča (cyr. Врапча) – wieś w Serbii, w okręgu pirockim, w gminie Dimitrovgrad. W 2011 roku liczyła 4 mieszkańców.